# Dwayne McDuffie
Dwayne Glenn McDuffie (Detroit, 20 de febrero de 1962 - 21 de febrero de 2011) fue un escritor estadounidense de libros de cómic y televisión.
Creador de la serie televisiva animada Static Shock, escribió y produjo la Liga de la Justicia Ilimitada, Ben 10, y cofundó la compañía de cómics Milestone Media. 
McDuffie obtuvo tres nominaciones al Premio Eisner por su trabajo en cómics.

## Carrera y primeros años
McDuffie fue el hijo de Leroy McDuffie y Edna McDuffie Gardner. Obtuvo una licenciatura en Inglés y más adelante un título de Maestría en Física. Posteriormente se mudó a Nueva York para asistir a la Tisch School of the Arts de la Universidad de Nueva York. Mientras McDuffie trabajaba como editor de textos en la revista de negocios Investment Dealers' Digest, un amigo le consiguió una entrevista para el puesto de editor asistente en Marvel Comics.[cita requerida] Después de su muerte, el humorista Keegan-Michael Key descubrió que era medio hermano de Dwayne McDuffie, por línea paterna.

## Carrera

### Marvel y Milestone media
McDuffie inició trabajando como asistente del editor Bob Budiansky en proyectos especiales, además de que ayudó a desarrollar las primeras tarjetas comerciales de la compañía. También escribió historias para Marvel. Su primer trabajo importante fue en Control de Daño, una miniserie sobre la compañía que realiza las reparaciones de los daños que ocasionan las luchas entre super héroes y super villanos.
Después de convertirse en editor en Marvel, McDuffie entregó un spoof la propuesta para un cómic titulado Ninja Thrashers observando la tendencia de Marvel hacia personajes de ese color. Se convirtió en trabajador independiente en 1990, McDuffie escribió para docenas de varios títulos de cómics para Marvel, DC Comics, y Archie Cómics. Además, escribía Monstruo en Mi Bolsillo para el editor de Cómics del Harvey Sid Jacobson, quien lo citó en su sitio web afirmando que le enseñó todo lo que sabe. A inicios de 1991 se divorcia de su primera esposa, Patricia D. Younger, en Seminole Condado, Florida.
A inicios de 1990, queriendo expresar la Multiculturalidad que sentía que faltaba en los cómics, McDuffie y tres socios más fundaron Milestone Media, del cual The Plain Dealer, un importante periódico de Cleveland, Ohio, describió en 2000 como "la compañía de cómics más exitosa propiedad de una minoría de la industria."
Milestone Media, cuyos personajes incluyen el afroamericano Static, Icono, y Hardware; el asiático-americano Xombi, y el multiétnico grupo de superhéroes Sindicato de la Sangre, los cuales incluyen hombres y mujeres afrodescendientes, asiáticos y latinos. Debutó sus títulos en 1993 a través de un trato de distribución con DC Comics. Sirviendo de editor en jefe, creador o cocreador, McDuffie ha sido responsable de la existencia de muchos personajes de cómics, incluyendo a Static.

### Películas, televisión, y videojuegos
Cuando Milestone Media cesó de publicar nuevos cómics, Static fue desarrollado como una serie animada llamada Static Shock. McDuffie fue contratado para escribir y editar la historia de la serie y participó en 11 de sus episodios.
Otros de sus créditos como escritor para series animadas de televisión incluyen Los jóvenes titanes (serie animada) y ¿Qué hay de nuevo, Scooby-Doo?.
En la serie animada Liga de la Justicia, trabajó inicialmente como escritor, para después ser promovido a editor de historia y finalmente como productor en tanto la serie devenía en la ahora llamada Liga de la Justicia Unlimited. Durante la duración entera de esta última, McDuffie escribió, produjo, y/o editó 69 de los 91 episodios. También escribió la historia para el videojuego Justice League Heroes.
Después, se encargó de renovar y editar la nueva serie Ben 10: Fuerza Alienígena, secuela de la famosa franquicia Ben 10, que continúa las aventuras del entonces personaje de diez años de edad pero ya entrado en su etapa de adolescente. Escribió los episodios 1-3, 14, 25-28, 45 y 46 y/o editó todos los cuarenta y seis episodios. También produjo y editó la historia para la segunda secuela de la serie Ben 10: Supremacía Alienígena, el cual se estrenó el 23 de abril de 2010. Escribió los episodios 1, 10, 11, 16, 30, 39 junto con J. M. DeMatteis y el número 52.
McDuffie escribió un número películas animadas directo-a-DVD que presentan personajes de DC Comics - incluyendo Liga de la Justicia: Crisis en Dos Tierras y Liga de la Justicia: Doom'. Él escribió el guion para la adaptación directo-a-DVD All-Star Superman, que fue publicado un día después de su muerte. Liga de la Justicia: Doom se estrenó póstumamente en 2012.
El trabajo de McDuffie está también acreditado en Ben 10: Omniverse, habiendo compartido crédito por la historia en los primeros dos episodios, "Entre más cambian las cosas, Partes 1 y 2."

### Regreso a los cómics
Una vez terminado su trabajo en las series animadas de Liga de Justicia y Liga de la Justicia Unlimited, McDuffie regresó a escribir libros de cómic. Escribió la miniserie Beyond!.
En 2007, escribió varios capítulos de Firestorm para DC Comics, desde sus comienzos hasta su cancelación. Más tarde en ese mismo año, se volvió un escritor regular para la serie Los 4 Fantásticos, colaborando en los guiones de las ediciones #542 a la 553 (diciembre 2006 a marzo de 2008). Así mismo, escribió para la La Liga de la Justicia de América Vol. 2, escribiendo virtualmente cada edición desde la #13 hasta la #34 (noviembre 2007-agosto 2009). Fue despedido de esta serie siguiendo la publicación en Lying in the Gutters de una recopilación de sus respuestas francas a fanáticos sobre el proceso creativo.
En 2009 se casó con la también escritora de cómics y series animadas de televisión Charlotte Fullerton.
McDuffie escribió Milestone Forever para DC Comics, una miniserie en dos capítulos relatando las aventuras finales de sus personajes de Milestone Media antes del acontecimiento catastrófico que fusiona su continuidad con la continuidad del Universo DC.

### Muerte
El 21 de febrero de 2011, un día después de su cumpleaños número 49, McDuffie murió en el Providence Saint Joseph Medical Center en Burbank, California, debido a complicaciones por una cirugía de corazón de emergencia.

### Tributos
La película Justice League: Doom de 2012 estuvo dedicado a su memoria; la edición Blu-ray y la edición DVD de dos discos de la película incluyeron el documental A League of One, The Dwayne McDuffie Story. Ese mismo año, un comedor llamado «McDuffie's» aparece en una escena de Linterna Verde: la serie animada, en el episodio «El nuevo». 
También en 2012, el episodio «Daños» de la primera temporada de la serie animada Ultimate Spider-Man fue dedicada a McDuffie. En el episodio aparece Mac Porter, el director de operaciones de Control de Daños, modelado con la apariencia de McDuffie. En el episodio final de Ben 10: Ultimate Alien,«Enemigo Supremo», fue dedicado a McDuffie. Ese mismo tributo en los créditos aparece en el videojuego Ben 10: Galactic Racing.
En la serie de cómics Static Shock de 2011, la nueva secundaria en la que estudia Virgil Hawkins fue nombrada en su honor.
Desde 2015, la Long Beach Comic Expo otorga anualmente el Dwayne McDuffie Award for Diversity in Comics (lit. «premio Dwayne McDuffie por la diversidad en cómics».
El Dwayne McDuffie Award for Kids' Comics (lit. «premio McDuffie para cómics para niños») es otorgado anualmente Comic Arts Festival de Ann Arbor.
En 2019, Brian M. Bendis, creador del del personaje Naomi McDuffie de DC Comics, reveló que el apellido de ese personaje es un homenaje a Dwayne McDuffie.

## Premios y nombramientos
- En 1995, recibió las nominaciones al Premio Eisner para Mejor Escritor (por Icon), Mejor Editor (por Worlds Collide, Xombi y Shadow Cabinet), y Mejor Continuación de Series (con M.D. Bright por Icon)[21]
- En 1996, ganó el Premio Manzana Dorada de su alma mater la Escuela Roeper por "el uso del arte popular para promover y avanzar la dignidad y valor humanos".[22]
- En 2003, obtuvo el Premio Humanitas en Animación para Niños por episodio de "Jimmy" en Static Shock, sobre violencia con armas de fuego.[2]
- En 2003 y 2004, estuvo nominado, junto con otros creadores de Static Shock, para los Premios Emmy.
- En 2005, estuvo nominado para el Premio en Animación del Sindicato de Guionistas de Estados Unidos, con Rico Fogel y John Ridley por el episodio "Starcrossed" de Liga de la Justicia.[23]
- En 2008, fue votado Talento Destacado Favorito en los Premios Wizard Fan de la Wizard Magazine.
- En 2009, ganó el Premio Inkpot del Cómic Con Internacional.[24]
- En 2011, le fue póstumamente otorgado el Premio de Escritura para Animación por el Sindicato de Guionistas de Estados Unidos.[25]

## Filmografía
- Justice League: Doom (2012)
- All-Star Superman (2011)
- Liga de la Justicia: Crisis en dos Tierras (2010)
- Ben 10: Fuerza Alienígena (2008-2010)
- Ben 10: Supremacía Alienígena (2010-2011)
- Ben 10: Omniverse (2014; episodios 1 y 2)
- Liga de la Justicia (2002-2006)
- Static Shock (2000-2004)
- Teen Titans (2004)
- ¿Qué hay de nuevo, Scooby-Doo? (2002)

### Escritor regular
- «Overture» (en Marvel Comics Presents #19, Marvel Comics, mayo de 1989)
- Damage Control (serie limitada de 4 números, Marvel Comics, mayo-agosto de 1989)
- Captain Marvel Giant-Sized Special (one-shot, Marvel Comics, noviembre de 1989)
- The Sensational She-Hulk in Ceremony (miniserie de 2 números, Marvel Comics, 1989)
- Giant Size Special Captain Marvel (one-shot, Marvel Comics, noviembre de 1989)
- Avengers Spotlight #26-29 (Marvel Comics, diciembre de 1989-febrero de 1990)
- Damage Control vol. 2 (serie limitada de 4 números, Marvel Comics, diciembre de 1989-febrero de 1990)
- The Amazing Spider-Man: Children Special #1-3 (Marvel Comics [Canadá], 1990)
- Deathlok #1-4 (serie limitada de 4 números, Marvel Comics, julio-octubre de 1990)
- «The Road to Hell» (coautor con Matt Wayne y con arte de Colin MacNeil, en Toxic! #30-31, 1991)
- Monster in My Pocket #1-4 (Harvey Cómics, mayo-septiembre de 1991)
- Damage Control vol. 3 (serie limitada de 4 números, Marvel Comics, junio de 1991-septiembre 1991)
- Prince: Alter Ego (one-shot, #DC Comics (Piranha Música, 1991)
- Deathlok vol. 2, #1-5, #11-16, planta anual #1 (Marvel Comics, julio-noviembre de 1991, mayo-octubre de 1992)
- Prince: Three Chains of Gold (one-shot, #DC Comics [Piranha Música, 1992)
- Double Dragon #1-4 (Marvel Comics, julio-octubre de 1991)
- «Rest and Sweet Glory» (en Marvel Comics Presenta #113-118, Marvel Comics, 1992)

- The Demon #26-29 (#DC Comics, agosto-noviembre de1992)
- Back to the Future: Forward to the Future #1-3 (Harvey Cómics, octubre de 1992-enero de 1993)
- Blood Syndicate #1-4 (Milestone Comics, abril-julio de 1993)
- Hardware #1-8,10-19, 25, 29-32 (#DC Comics [Milestone], abril de 1993-octubre de 1995)
- Icon #1-10,13,15-17,19-31,34-36,38-42 (#DC Comics [Milestone], mayo de 1993-febrero de1997)
- Static #1-4 (#DC Comics [Milestone], junio-septiembre de 1993)
- Shadow Cabinet #0 (coautor, #DC Comics [Milestone], enero de 1994)
- Captain Marvel (one-shot, Marvel Comics, febrero de 1994)
- Worlds Collide (one-shot, #DC Comics [Milestone], julio de 1994)
- X-O Manowar #17,19-21 (Acclaim Comics, Febrero-Junio de 1998)
- Sins of Youth: Kid Flash/Impulse (one-shot, #DC Comics, mayo de 2000)
- Static Shock! Rebirth of the Cool #1-4 (#DC Comics [Milestone], enero-septiembre de 2001)
- Batman: Legends of the Dark Knight #156-158, #164-167 (#DC Comics, agosto-octubre de 2002, abril-julio de 2003)
- Fantastic Four Special (one-shot, Marvel Comics, febrero de 2006)
- Beyond! (serie limitada de 6 números, Marvel Comics, julio-diciembre de 2006)
- Cuatro Fantásticos #542-553 (Marvel Comics)
- Liga de la Justicia #13-33 (#DC Comics, 2007-2009)

### Escritor complementario
- «Tipo Fall Guy» (coautor, en Solo Avengers #13, Marvel Comics, diciembre de 1988)
- Clive Barker's Hellraiser #2 (Marvel Comics [Epic], 1989)
- St. George #8 (Marvel Comics [Epic], agosto de 1989)
- Iron Man #251-252 (Marvel Comics, diciembre de 1989-enero de1990)
- Power Pack #55 (Marvel Comics, abril de 1990)
- Avengers Annual #19 (Marvel Comics, 1990)
- Avengers West Coas Annual #5 (Marvel Comics, 1990)
- Iron Man Annual #11 (Marvel Comics, 1990)
- «Test Run» (coautor, en Marvel Comics Presents #62, Marvel Comics, noviembre de 1990)
- «Shadow of a Doubt» (coautor, en Marvel Super-Heroes vol. 3, #4, Marvel Comics, diciembre de1990)
- «Cupid's Arrow» (en Marvel Super-Heroes vol. 3, #9, Marvel Comics, abril de 1992)
- «Not to Touch the Earth» (coautor, en Marvel Super-Heroes vol. 3, #11, Marvel Comics, octubre de 1992)
- «Cupid's Error» (coautor, en Marvel Super-Héroes vol. 3, #12, Marvel Comics, enero de1993)
- Clive Barker Hellraiser #7-10, 15 (Marvel Comics [Epic], 1991-1992)
- Hardware #25 (#DC Comics [Milestone], marzo de 1995)
- «Communications Error» JLA Showcase 80-Page Giant #1 (#DC Comics, febrero de 1993)
- Static #14 (#DC Comics [Milestone], agosto de 1994)
- Blood Syndicate #35 (#DC Comics [Milestone], febrero de 1996)
- Impulse #60 (#DC Comics, mayo de 2000)
- «Never Say Die» Batman: Gotham Knights #27 (#DC Comics, mayo de 2002)

### Editor
- Freddy Krueger's A Nightmare on Elm Street #1-2 (Marvel Comics, octubre-noviembre de 1989)
- Blood Syndicate #1-30 (#DC Comics [Milestone], abril de 1993-septiembre de 1995)
- Hardware #1-10 (#DC Comics [Milestone], abril de 1993-diciembre de 1993)
- Icon #1-8 (#DC Comics [Milestone], mayo-diciembre de 1993)
- Static #1-28 (#DC Comics [Milestone], junio de 1993-octubre de 1995)
- Static #30 (#DC Comics [Milestone], diciembre de 1995)
- Shadow Cabinet #0 (#DC Comics [Milestone], enero de 1994)
- Xombi #0 (#DC Comics [Milestone], enero de 1994)
- Frank (miniserie de 2 números, Harvey Comics, March-mayo de 1994)
- «The Call» (en Superman: The Man of Steel #34, #DC Comics, junio de 1994)
- Kobalt #1-10 (#DC Comics [Milestone], junio de 1994-marzo de 1995)
- Shadow Cabinet #1-17 (#DC Comics [Milestone], junio de 1994-octubre de 1995)
- Xombi #1-16 (#DC Comics [Milestone], junio de 1994-septiembre de 1995)
- Worlds Collide (one-shot, #DC Comics [Milestone], julio de 1994)
- Deathwish #1-4 (serie limitada de 4 números, #DC Comics [Milestone], diciembre de 1994-marzo 1995)
- My Name is Holocaust #1 (serie limitada, #DC Comics [Milestone], mayo de 1995)
- Kobalt #14 (#DC Comics [Milestone], agosto de 1995)
- Static Shock! Rebirth of the Cool #1-4 (#DC Comics [Milestone], enero-septiembre de 2001)